# Deutsche Jugend-Kraft Gütersloh 1923 1974-1975
Questa voce raccoglie le informazioni riguardanti il Deutsche Jugend-Kraft Gütersloh 1923 nelle competizioni ufficiali della stagione 1974-1975.

## Stagione
Nella stagione 1974-1975 il Gütersloh, allenato da Rudi Schlott, concluse il campionato di 2. Bundesliga al 14º posto. In Coppa di Germania il Gütersloh fu eliminato al secondo turno dal Rot-Weiss Essen.

## Rosa
| N. |                     | Ruolo | Calciatore             |
| -- | ------------------- | ----- | ---------------------- |
|    | Germania (bandiera) | P     | Ulrich Granzow         |
|    | Germania (bandiera) | P     | Dietmar Wiese          |
|    | Germania (bandiera) | D     | Eduard Angele          |
|    | Germania (bandiera) | D     | Hans-Georg Brinkrolf   |
|    | Germania (bandiera) | D     | Heinz Diesen           |
|    | Germania (bandiera) | D     | Jürgen Klein           |
|    | Germania (bandiera) | D     | Dieter Meis            |
|    | Germania (bandiera) | D     | Karl-Heinz Nonnenbruch |
|    | Germania (bandiera) | D     | Walter Oswald          |
|    | Germania (bandiera) | D     | Michael Piwowarski     |
|    | Germania (bandiera) | C     | Ulrich Braun           |

| N. |                     | Ruolo | Calciatore          |
| -- | ------------------- | ----- | ------------------- |
|    | Germania (bandiera) | C     | Heribert Bruchhagen |
|    | Germania (bandiera) | C     | Lutz Gärtner        |
|    | Germania (bandiera) | C     | Wolfgang Grübel     |
|    | Germania (bandiera) | C     | Jürgen Neisen       |
|    | Germania (bandiera) | C     | Peter Riediger      |
|    | Germania (bandiera) | A     | Peter Füllbier      |
|    | Germania (bandiera) | A     | Karl-Heinz Granitza |
|    | Germania (bandiera) | A     | Gerd Roggensack     |
|    | Germania (bandiera) | A     | Heinz Rudloff       |
|    | Germania (bandiera) | A     | Wolfgang Rummenigge |

## Organigramma societario
Area tecnica
- Allenatore: Rudi Schlott
- Allenatore in seconda:
- Preparatore dei portieri:
- Preparatori atletici:

## Calciomercato

### Sessione estiva
| Acquisti | Acquisti           | Acquisti        | Acquisti |
| R.       | Nome               | da              | Modalità |
| -------- | ------------------ | --------------- | -------- |
| A        | Peter Füllbier     | VfB Bielefeld   |          |
| D        | Jürgen Klein       | Schalke 04      |          |
| D        | Michael Piwowarski | Osnabrück       |          |
| A        | Heinz Rudloff      | Wattenscheid 09 |          |

| Cessioni | Cessioni      | Cessioni  | Cessioni |
| R.       | Nome          | a         | Modalità |
| -------- | ------------- | --------- | -------- |
| D        | Dieter Roggow | Bünder SV |          |

### Sessione invernale
| Acquisti | Acquisti | Acquisti | Acquisti |
| R.       | Nome     | da       | Modalità |
| -------- | -------- | -------- | -------- |

| Cessioni | Cessioni | Cessioni | Cessioni |
| R.       | Nome     | a        | Modalità |
| -------- | -------- | -------- | -------- |

## Risultati

### 2. Bundesliga

#### Girone di andata
| Arbitro: | Ohmsen |

|                                                              |           |                                |
| Schonert 10’ Hochheimer 24’ Plaggemeyer 28’, 32’ Kladnik 78’ | Marcatori | 77’ Nonnenbruch 83’ Rummenigge |

| Arbitro: | Meijerink |

|                 |           |                       |
| Rudloff 5’, 38’ | Marcatori | 39’ Wenzel 67’ Hansen |

| Arbitro: | Rögner |

|                                    |           |                  |
| Gummlich 32’ Struckmann 57’ (rig.) | Marcatori | 87’ (rig.) Braun |

| Arbitro: | Kindervater |

|                                |           |              |
| Roggensack 3’, 34’ Gärtner 20’ | Marcatori | 42’ Fritsche |

| Arbitro: | Boe |

|                |           |  |
| Eilenfeldt 38’ | Marcatori |  |

| Arbitro: | Eschweiler |

|             |           |            |
| Rudloff 32’ | Marcatori | 51’ Funkel |

| Arbitro: | Lutz |

|            |           |  |
| Hansen 37’ | Marcatori |  |

| Arbitro: | Risse |

|             |           |                      |
| Rudloff 20’ | Marcatori | 25’ Srowig 76’ Balke |

| Arbitro: | Basedow |

|                                                                         |           |            |
| Kaemmer 10’, 25’ (rig.) Dahl 20’, 45’ Stegmayer 40’ (rig.) Wehmeyer 84’ | Marcatori | 50’ Diesen |

| Arbitro: | Hennig |

|                             |           |  |
| Granitza 18’ Rummenigge 88’ | Marcatori |  |

| Amburgo 12 ottobre 1974, ore 15:00 CET 11ª giornata | Barmbek-Uhlenhorst | 0 – 0 referto | DJK Gütersloh | Sportplatz am Rothenbaum (950 spett.)\| Arbitro: \| Roth \| |
| Arbitro:                                            | Roth               |               |               |                                                             |

| Arbitro: | Burgers |

|                                                      |           |                         |
| Granitza 27’ Klein 34’ Jansen 45’ (aut.) Rudloff 86’ | Marcatori | 15’, 21’ (rig.) Sieloff |

| Arbitro: | Ahlenfelder |

|                           |           |             |
| Meis 9’ (aut.) Segler 28’ | Marcatori | 56’ Gärtner |

| Arbitro: | Horstmann |

|             |           |            |
| Rudloff 48’ | Marcatori | 32’ Krause |

| Arbitro: | Hillebrand |

|                             |           |                                           |
| Deterding 1’, 19’ Moors 59’ | Marcatori | 20’ Rudloff 27’ Oswald 87’ (rig.) Gärtner |

| Arbitro: | Kindervater |

|              |           |            |
| Granitza 44’ | Marcatori | 34’ Schock |

| Arbitro: | Eggers |

|                            |           |            |
| Dudda 1’ (rig.) Krause 15’ | Marcatori | 31’ Oswald |

| Arbitro: | Fork |

|             |           |            |
| Rudloff 79’ | Marcatori | 84’ Walter |

| Arbitro: | Milkert |

|             |           |                                   |
| Kobluhn 27’ | Marcatori | 75’ Gärtner 78’ Rudloff 82’ Klein |

#### Girone di ritorno
| Arbitro: | Ahlenfelder |

|                                       |           |                         |
| Roggensack 23’ Oswald 31’ Rudloff 52’ | Marcatori | 35’ Wolf 55’ Hochheimer |

| Arbitro: | Gremmler |

|            |           |  |
| Wenzel 11’ | Marcatori |  |

| Arbitro: | Hennig |

|                                                 |           |  |
| Bruchhagen 60’ Nonnenbruch 70’ Rudloff 78’, 82’ | Marcatori |  |

| Arbitro: | Kohnen |

|          |           |  |
| Bals 71’ | Marcatori |  |

| Arbitro: | Porta |

|                     |           |            |
| Granitza 42’ (rig.) | Marcatori | 12’ Sikora |

| Arbitro: | Stäglich |

|                    |           |                           |
| Hahn 5’ Franke 65’ | Marcatori | 56’ Rummenigge 82’ Diesen |

| Arbitro: | Rögner |

|                                                 |           |            |
| Rudloff 2’ Rummenigge 42’ Roggensack 68’ (rig.) | Marcatori | 8’ Liedtke |

| Arbitro: | Heitmann |

|                                    |           |              |
| Balke 37’ Schilling 69’ Lienen 77’ | Marcatori | 73’ Granitza |

| Arbitro: | Wuttke |

|                                   |           |                              |
| Füllbier 1’ Oswald 48’ Angele 75’ | Marcatori | 21’ (rig.) Kaemmer 53’ Kulik |

| Arbitro: | Neufeld |

|                                           |           |            |
| Glock 17’ Otters 51’ Boers 71’ Struth 89’ | Marcatori | 6’ Rudloff |

| Arbitro: | Wippker |

|                          |           |  |
| Füllbier 60’ Rudloff 85’ | Marcatori |  |

| Arbitro: | Overberg |

|                         |           |                |
| Baumanns 14’ Reuter 81’ | Marcatori | 70’ Rummenigge |

| Arbitro: | Wahmann |

|  |           |           |
|  | Marcatori | 62’ Hartl |

| Arbitro: | Roth |

|  |           |             |
|  | Marcatori | 69’ Rudloff |

| Arbitro: | Horstmann |

|  |           |          |
|  | Marcatori | 37’ Kipp |

| Arbitro: | Raabe |

|                                                          |           |                                  |
| Brinkrolf 9’ (aut.) Nordmann 83’ Wohlgemuth 85’ Koch 90’ | Marcatori | 49’ Oswald 70’ (rig.) Roggensack |

| Arbitro: | Meijerink |

|                              |           |             |
| Rummenigge 21’, 56’ Meis 62’ | Marcatori | 90’ Schäfer |

| Arbitro: | Milkert |

|                                    |           |                                |
| Koschmieder 45’ (rig.) Schramm 72’ | Marcatori | 13’ Rummenigge 85’ Nonnenbruch |

| Arbitro: | Lüling |

|  |           |            |
|  | Marcatori | 75’ Hammes |

### Coppa di Germania
| Arbitro: | Rieb |

|            |           |                                        |
| Figura 58’ | Marcatori | 51’ Granitza 74’ Riediger 82’ Füllbier |

| Arbitro: | Horstmann |

|                                                                      |           |                       |
| Burgsmüller 24’ Lindner 38’, 69’ Fürhoff 71’ Strauch 71’ Erlhoff 75’ | Marcatori | 13’ Granitza 85’ Meis |

## Statistiche

### Statistiche di squadra
| Competizione      | Punti | In casa | In casa | In casa | In casa | In casa | In casa | In trasferta | In trasferta | In trasferta | In trasferta | In trasferta | In trasferta | Totale | Totale | Totale | Totale | Totale | Totale | DR |
| Competizione      | Punti | G       | V       | N       | P       | Gf      | Gs      | G            | V            | N            | P            | Gf           | Gs           | G      | V      | N      | P      | Gf     | Gs     | DR |
| ----------------- | ----- | ------- | ------- | ------- | ------- | ------- | ------- | ------------ | ------------ | ------------ | ------------ | ------------ | ------------ | ------ | ------ | ------ | ------ | ------ | ------ | -- |
| 2. Bundesliga     | 32    | 19      | 9       | 6       | 4       | 35      | 21      | 19           | 2            | 4            | 13           | 22           | 42           | 38     | 11     | 10     | 17     | 57     | 63     | -6 |
| Coppa di Germania | -     | 0       | 0       | 0       | 0       | 0       | 0       | 2            | 1            | 0            | 1            | 5            | 7            | 2      | 1      | 0      | 1      | 5      | 7      | -2 |
| Totale            | 32    | 19      | 9       | 6       | 4       | 35      | 21      | 21           | 3            | 4            | 14           | 27           | 49           | 40     | 12     | 10     | 18     | 62     | 70     | -8 |

### Andamento in campionato
| Giornata  | 1  | 2  | 3  | 4  | 5  | 6  | 7  | 8  | 9  | 10 | 11 | 12 | 13 | 14 | 15 | 16 | 17 | 18 | 19 | 20 | 21 | 22 | 23 | 24 | 25 | 26 | 27 | 28 | 29 | 30 | 31 | 32 | 33 | 34 | 35 | 36 | 37 | 38 |
| --------- | -- | -- | -- | -- | -- | -- | -- | -- | -- | -- | -- | -- | -- | -- | -- | -- | -- | -- | -- | -- | -- | -- | -- | -- | -- | -- | -- | -- | -- | -- | -- | -- | -- | -- | -- | -- | -- | -- |
| Luogo     | T  | C  | T  | C  | T  | C  | T  | C  | T  | C  | T  | C  | T  | C  | T  | C  | T  | C  | T  | C  | T  | C  | T  | C  | T  | C  | T  | C  | T  | C  | T  | C  | T  | C  | T  | C  | T  | C  |
| Risultato | P  | N  | P  | V  | P  | N  | P  | P  | P  | V  | N  | V  | P  | N  | N  | N  | P  | N  | V  | V  | P  | V  | P  | N  | N  | V  | P  | V  | P  | V  | P  | P  | V  | P  | P  | V  | N  | P  |
| Posizione | 18 | 19 | 18 | 16 | 17 | 15 | 18 | 19 | 20 | 18 | 18 | 17 | 17 | 16 | 16 | 17 | 17 | 17 | 16 | 14 | 15 | 14 | 15 | 15 | 15 | 12 | 13 | 12 | 12 | 12 | 12 | 12 | 12 | 12 | 13 | 13 | 12 | 14 |

Legenda:

Luogo: C = Casa; T = Trasferta. Risultato: V = Vittoria; N = Pareggio; P = Sconfitta.

### Statistiche dei giocatori
| Giocatore      | 2. Bundesliga | 2. Bundesliga | 2. Bundesliga | 2. Bundesliga | Coppa di Germania | Coppa di Germania | Coppa di Germania | Coppa di Germania | Totale   | Totale | Totale      | Totale     |
| Giocatore      | Presenze      | Reti          | Ammonizioni   | Espulsioni    | Presenze          | Reti              | Ammonizioni       | Espulsioni        | Presenze | Reti   | Ammonizioni | Espulsioni |
| -------------- | ------------- | ------------- | ------------- | ------------- | ----------------- | ----------------- | ----------------- | ----------------- | -------- | ------ | ----------- | ---------- |
| E. Angele      | 18            | 1             | 3             | 0             | 1                 | 0                 | 0                 | 0                 | 19       | 1      | 3           | 0          |
| U. Braun       | 12            | 1             | 2             | 0             | 2                 | 0                 | 0                 | 0                 | 14       | 1      | 2           | 0          |
| H. Brinkrolf   | 35            | 0             | 3             | 0             | 2                 | 0                 | 0                 | 0                 | 37       | 0      | 3           | 0          |
| H. Bruchhagen  | 14            | 1             | 0             | 0             | 0                 | 0                 | 0                 | 0                 | 14       | 1      | 0           | 0          |
| H. Diesen      | 15            | 2             | 0             | 0             | 0                 | 0                 | 0                 | 0                 | 15       | 2      | 0           | 0          |
| P. Füllbier    | 27            | 2             | 2             | 1             | 2                 | 1                 | 0                 | 0                 | 29       | 3      | 2           | 1          |
| K. Granitza    | 21            | 5             | 0             | 0             | 2                 | 2                 | 0                 | 0                 | 23       | 7      | 0           | 0          |
| U. Granzow     | 38            | 0             | 0             | 0             | 2                 | 0                 | 0                 | 0                 | 40       | 0      | 0           | 0          |
| W. Grübel      | 1             | 0             | 0             | 0             | 0                 | 0                 | 0                 | 0                 | 1        | 0      | 0           | 0          |
| L. Gärtner     | 25            | 4             | 2             | 0             | 2                 | 0                 | 0                 | 0                 | 27       | 4      | 2           | 0          |
| J. Klein       | 28            | 2             | 0             | 0             | 0                 | 0                 | 0                 | 0                 | 28       | 2      | 0           | 0          |
| D. Meis        | 26            | 1             | 10            | 0             | 2                 | 1                 | 0                 | 0                 | 28       | 2      | 10          | 0          |
| J. Neisen      | 10            | 0             | 0             | 0             | 2                 | 0                 | 0                 | 0                 | 12       | 0      | 0           | 0          |
| K. Nonnenbruch | 37            | 3             | 7             | 0             | 2                 | 0                 | 0                 | 0                 | 39       | 3      | 7           | 0          |
| W. Oswald      | 34            | 5             | 2             | 0             | 1                 | 0                 | 0                 | 0                 | 35       | 5      | 2           | 0          |
| M. Piwowarski  | 35            | 0             | 7             | 0             | 2                 | 0                 | 0                 | 0                 | 37       | 0      | 7           | 0          |
| P. Riediger    | 18            | 0             | 1             | 0             | 1                 | 1                 | 0                 | 0                 | 19       | 1      | 1           | 0          |
| G. Roggensack  | 35            | 5             | 2             | 0             | 1                 | 0                 | 0                 | 0                 | 36       | 5      | 2           | 0          |
| H. Rudloff     | 29            | 16            | 5             | 0             | 1                 | 0                 | 0                 | 0                 | 30       | 16     | 5           | 0          |
| W. Rummenigge  | 28            | 8             | 1             | 0             | 1                 | 0                 | 0                 | 0                 | 29       | 8      | 1           | 0          |
| D. Wiese       | 0             | 0             | 0             | 0             | 0                 | 0                 | 0                 | 0                 | 0        | 0      | 0           | 0          |